# Dicranomyia grahamiana
Dicranomyia grahamiana là một loài ruồi trong họ Limoniidae. Chúng phân bố ở miền Cổ bắc.